# ニコンのレンジファインダーカメラ製品一覧
ニコンのレンジファインダーカメラ製品一覧は、日本光学工業（現ニコン）の発売してきたレンジファインダーカメラボディーの一覧。レンズに関してはニコンSマウントレンズの一覧参照。

## ニコンSシリーズ
135フィルムを使用し原則24×36mm（ライカ）判のレンジファインダーカメラ。シャッターはライカに酷似した3軸式であるが、回転方向が反時計回りのバヨネットマウント、一眼距離計ファインダーが採用され、外観や操作方式はコンタックス式である。
ライカを目標に改良を重ねてきたが、1954年に登場したライカM3によって大きく引き離されてしまったため、当時実用的になりつつあった一眼レフカメラに方向転換することとなった。
その後長い間製造されなかったが2000年ニコンS3を復刻発売、2005年1月14日ニコンSPを復刻発売した。
- ニコンI（Nikon I 、1948年3月[1]発売[注釈 4]） - ニコン初の量産カメラ。1945年8月25日に日本光学工業（現ニコン）内で戦後対策委員会が設置され、10月16日に連合国軍最高司令官総司令部から民需品生産への転換が承認され、続いて監督官庁の許可によりカメラ製造への道が開かれた[2]。1946年春に135フィルムを使用する小型高級カメラを製造する基本方針が決まり、1946年7月下旬にはこのカメラに「ニコン」という名称が決まった[2]。1947年3月には数台の試作品が完成した[2]。しかしテストをしてみると数々のトラブルが続出し、設計変更をして試作してはテストを繰り返すことになったが、この過程で現在のニコンの技術的基礎を築いた知識と経験が蓄積されることにもなった[2]。1947年12月に試作品最後のテストが完了し、ただちに本格的生産に入った[2]。当初6FTの製造指図でシリアルナンバー6091から60920までの20台が製造された。その後シリアルナンバー60921がテスト用に製造された。生産が軌道に乗るまでにも様々な問題が続出し、1948年の年間生産台数は300台にも満たなかった[2]。ライカ判は一画面に8個のパーフォレーションを使い画面サイズ24×36mmだが、このカメラは7個のパーフォレーションを使い画面サイズ24×32mm[2]で40枚撮り[2]のいわゆるニコン判/ニホン判である。この独自の画面サイズのためアメリカのスライド自動裁断機[2]で扱えずクレームがつき、少数の生産にとどまったためニコンMとともにコレクターズアイテムとしての価格がつき、非常に高額で取引されている。シャッターはライカのコピーであるがスローシャッターを一般のシャッターと同軸にして操作しやすくしてある。シャッタースピードは高速シャッターがB、1-1/20、1/30、1/40、1/60、1/100、1/200、1/500秒。これを1-1/20に合わせるとスローシャッターが有効となりT、1、1/2、1/4、1/8、1/20秒。距離計はコンタックス式のファインダー組み込みで、棒状プリズムを使う高級なものではないものの距離計ギアの位置を変更し距離計窓を隠す事故を防いでいる。距離計基線長は60 mm[2]、倍率×0.6。巻き戻しノブはコンタックスより大型化されている。スプールも当初コンタックス式の取り外し式だったが後期型は固定されている。製造台数はテスト用を含めて738台[2]で、市販されたのはシリアルナンバー60922から609759。
- ニコンM（Nikon M 、1949年7月[3]または1950年3月[1][4]発売） - ニコンIでクレームがついた画面サイズの横幅を34mmまで拡大した改良機[2]。一画面を通常の8パーフォレーションに改めフィルムのコマ間の間隔については解決した。このことを示すためシリアルナンバーの前にMの文字が入っている。このMについては「L（ライカ判）」とN（ニコン判）との中間（Medium ）」「L（ライカ判）」とN（ニコン判）との中間（アルファベット順のL、M、N）」の二説が知られており、両方を兼ねさせているのかも知れない。横幅についてはボディの金型とシャッターの設計上の問題から36mmまでは拡大できなかった。この画面サイズの問題は次のニコンSにも引き継がれ、シャッターを変更したニコンS2まで解決しなかった[注釈 5]。シリアルナンバーはM609760?-M6092462?、彫刻原版ミスで6と9が逆になったM90615**～M90618**番台にも存在し、製造台数は1,643台[2]。特殊なものとして最終期にシンクロ配線用カバーをビス止めし接点装備の準備を済ませた個体も存在する。
- ニコンMS（Nikon MS ） - 製品自体はニコンSそのものだがシリアルナンバーの前にM型と同様のM文字が入っている。
- ニコンS（Nikon S 、1950年生産開始[2]、1950年12月10日日米同時発表[2]、1951年1月発売[1]） - ニコンMにシンクロ接点の追加等の改良を加えた機種[2]。。ニコンの生産現場ではニコンIからニコンSまで同一の生産指示番号で作成されていたという逸話がある。またニコンIからニコンMまではその大半がPXでの進駐軍相手の販売だったため国内やヨーロッパにはほとんど流通せず、実質的には初の民間相手のニコンカメラとの認識がある。シリアルナンバーは609****が繰り上がって8桁の6091****となったがその後610****と捨て番が繰り上げられて7桁に戻された。ニコンIからの改良も一段落し、生産台数は距離計連動式ニコンの中ではニコンS2に次いで多いニコンMSを含めて36,746台[2]。三木淳のアイデアで巻き戻しクランクが三木淳のニコンSに取り付けられ、この機構はニコンS2に正式採用されることとなる。
  - ニコンS黒 - 朝鮮戦争に従軍したカメラマンからリクエストがあって黒塗りされた製品。また従軍用以外にも少数塗り替えられた個体がある。
- ニコンS2（Nikon S2 、1954年12月[1]または1955年1月[2]発売） - 日本光学工業はニコンSの改良型を開発中の1954年春にドイツのエルンスト・ライツ（現ライカ）が発売したライカM3に大きな衝撃を受けた。開発中だった新機種はその影響を受け、等倍[2]の標準レンズ用アルバダフレーム内蔵、レバー巻き上げ[2]などの仕様変更が行われ、ニコンS2として1954年8月完成[2]、1954年12月10日に日米同時に発表された。ニコンでは初めてフルサイズの24×36mm（ライカ）判となり、軽合金ダイカストボディーが採用されたためニコンSよりも軽量化・高精度化された。使用感も大変良い。また、写真家三木淳の発案による巻き戻しクランクを採用[2]し、撮影後のフィルム巻き戻しが迅速に行えるようになり、これは世界初の採用だったが、特許申請をしなかったため、ほどなく他メーカーも追随して採用した。シャッターダイヤルは倍数系列[2]となり、回転式であるがその回転するダイヤルに指針もついているので巻き上げ以前でも正しいシャッタースピードを示すようになった。またモータードライブをアクセサリーとして最初にラインナップに加えたカメラでもあった。ニコンS2は好評で、距離計連動式ニコンの中ではもっとも多く製造された。また1957年4月シリアルナンバー6180000からシャッターダイヤル、フィルムコマ数表示盤、シンクロセレクターダイヤル、距離目盛りが刻まれたヘリコイド部、フィルムインデックスが銀色から黒色に変更され「黒ダイヤル」と俗称され、従来仕様は「白ダイヤル」と俗称される。総生産台数は56,715台[2]。
  - ニコンS2黒 - クロームメッキによる金属反射が原因で狙撃された朝鮮戦争従軍のカメラマンからの要望により行われたニコンSのカスタマイズがきっかけでラインナップされた黒焼き付け塗装仕上げの製品。白ダイヤルがベースのもの(Type1)はシャッターダイヤルとシンクロ設定ダイヤルも黒色に塗装され、黒ダイヤルがベースのもの(Type2)よりいっそう黒い外観である。シリアルナンバーは白ダイヤルベース(Type1)が6140804-6140848, 6144454-6144574, 6144662-6144682, 6157502-6157588, 6170901-6170995の369台、黒ダイヤルベース(Type2)が6180604-6180987, 6194001-6194297の681台に見られる。いずれもプロカメラマン用とされ、酷使された状態のものが多い。
  - ニコンS2E（Nikon S2E 、1957年3月国際写真展示会で発表、同年4月発売） - ニコンS2のモータードライブ対応型。元から数が売れず、しかも現行当時新聞社等で消耗されてしまったと思われ、非常に現在数が少なく高価に取引される。生産台数は2桁の数字が言われている。S2用モータードライブの製造数は32。セットされるモータードライブは「ニコンエレクトリックモータードライブ」であるが、後のS-36と共用できる。

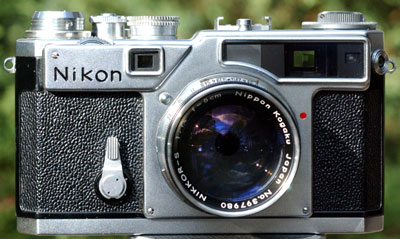
ニコンSP

- ニコンSP（Nikon SP 、1957年9月19日[1]発売） - ニコンS2の後継機。ただしニコンの公式見解ではニコンS2の後継機はニコンS3であり、ニコンSPは「スペシャルなプロフェッショナルバージョン」としている。設計番号はニコンSPよりニコンS3の方が先。主な改良点はファインダーで、主副2つのファインダーを備える。主ファインダーは倍率等倍で5cm[2]（白[注釈 6]）用のフレームが常時表示されており、セレクターダイヤルによって8.5cm[2]（白[注釈 7]）、10.5cm[2]（黄）、13.5cm[2]（赤）の各レンズ用フレームが色違いで表示されパララックスを自動補正[2]する。副ファインダーは倍率×0.34、視野いっぱいが2.8cm[2]で、フレームが3.5cm[2]用。この「ユニバーサルファインダー」と称されるファインダーの採用によってニコン用交換レンズのうち2.8cmから13.5cmまで外付けファインダーが不要となった。正面からの外観はブライトフレームの受光窓が加わったために独特のスタイリングとなった。フィルムカウンターは自動復元式である。ニコンでは初めてセルフタイマーを内蔵した[2]。ニコンS2の大きさに収めることが設計目標の一つに挙げられており、このような改良を行いながら大きさはニコンS2とほとんど変わらない。ただし巻き戻し軸の途中に副ファインダーの光学系が入り込んでいるためこの部分にギヤを使って光学系を迂回しており、このため酷使すると巻き戻し部分にガタが出やすい欠点もあると言われている。ニコンSPのPはプロフェッショナルの頭文字から採られた。ニコンFで採用されたのに併せてゴム引き布幕からチタン幕へ改良され、シャッター幕焼損の心配がなくなった（シリアル約6214000以降)。文字通り距離計連動式ニコンの最高級機であったが、すでに時代が一眼レフカメラに移行しつつあったところに、鍋底景気が重なり製造台数は伸びず、総生産台数は22,348台に留まった。クロームメッキ仕上げのものと、黒焼き付け塗装ブラック仕上げのものがある。
  - ニコンSPブラック（限定販売） - 報道機関向けに1500～1600台が生産された。シリアルは6200035-6200084, 6202453-6202698, 6206405-6206489, 6206818-6206899, 6208401-6208499, 6209602-6209688, 6210502-6210598, 6212101-6212200, 6215304-6215442, 6218836-6219049, 6220710-6220731, 6232101-6232150。プロカメラマン用とされ、酷使された状態のものが多い。
  - ニコンSP再生産（1964年限定販売） - 報道機関向けに新型のダブルガウス型50mm F1.4（オリンピックニッコール）を装着して千数百台を受注生産した。シリアルは6230001以降。ブラックは50台でシリアル6232101～6232150。
  - ニコンSP復刻・Limited Edition（2005年1月14日限定販売） - 2500台限定で黒塗装仕上げの復刻モデル。Wニッコール（W-Nikkor）3.5cm F1.8がマルチコーティングを施されて復刻された。絞りリングは最初期バージョンと同じブラックになっている。

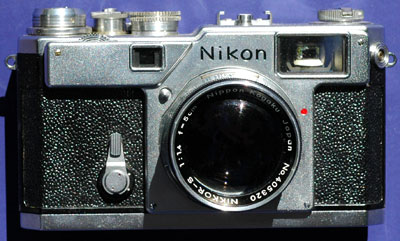
ニコンS3

- ニコンS3（Nikon S3 、1958年2月[2]または3月[1]発売）） - ニコンSPの廉価版、ニコンの公式見解ではニコンS2の後継機。ファインダーはパララックス自動補正が省かれ倍率等倍で3.5cm[2]（緑）、5cm[2]（白）、10.5cm[2]（白）のフレームを常時表示する。ニコンSPまでの金蒸着プリズムから銀蒸着に変わった結果コンタックスから受け継いだ"盲腸"というべき緑に蒸着された暗いファインダーは解消され、結果としてこちらを好むファンも多い。しかし時代の趨勢が一眼レフカメラに移行しつつあったことと、ライカM3が発売された後の世代のカメラとしてはニコンSPに比べて魅力に乏しいと考えられたため、生産は12310台にとどまった。
  - ニコンS3M（Nikon S3M 、1960年4月[2][1]発売） - ニコンS3の24×18mm（ハーフ）判モデルで専用モータードライブS-72と連動し秒6コマ撮影可能[2]、調整により秒9コマも実現していた。フィルムカウンターは1コマ撮影するだけでは動かず2コマ撮影すると2コマ分進む。ニコンS3では3個のフレームが常時表示されていたが、アイピース横のレバーを引き出すことで選択する選択式に改良されている。フレームは3.5cm（白）、5cm（白）、10.5cm（白）の縦長、パララックス補正マークと焦点距離も表示されている。生産台数は195台、主に報道関係に重宝されたため消耗した個体も多いと思われ、珍品として高価に取引されている。
  - ニコンS3ブラック（限定販売） - 報道機関向けに黒塗装仕上げを受注生産した。S3オリンピックと区別してオリジナルブラックと呼ばれることがある。シリアルは6307453-6307508, 6312108-6312278に見られ250台以下。プロカメラマン用とされ、酷使された状態のものが多い。
  - ニコンS3オリンピック（1965年9月限定販売） - 東京オリンピックを記念して新型のダブルガウス型50mm F1.4（オリンピックニッコール）を装備して黒塗装仕上げが2000台製造された。
  - ニコンS3ミレニアム Limited Edition（2000年限定販売） - 約8000台限定の復刻モデル。ダブルガウス型50mmF1.4レンズもマルチコーティングが施されて復刻された。
  - ニコンS3ミレニアム Limited Edition Black（2002年限定販売） - 2000台限定の黒塗装仕上げ。レンズは同様。
- ニコンS4（Nikon S4 、1959年3月[2][1]発売） - ニコンS3からセルフタイマー[2]、モータードライブ連動機構[2]、3.5cmフレームを省いた。すなわちファインダーのフレームは5cm、10.5cmのみ[2]。キヤノンPの対抗機種として発売されたが価格競争で歯が立たず、5895台しか作られていない。

### ニコンマリン
軽金属製水密ケース。1955年6月頃海上自衛隊より水中カメラの注文がありニコンS2用に4台を納入、1956年より一般にも発売された。1958年ニコンSP、ニコンS3にも対応する新型が発売された。

## 備考
- 2003年4月1日からニコンカメラ販売株式会社に移管され、そのためカタログは同社名義になっている。